# Sérgio Dutra

Sérgio Dutra Santos, também conhecido como Serginho ou Escadinha (Diamante do Norte, 15 de outubro de 1975), é um ex-jogador de vôlei brasileiro, que atuou como líbero.
Em 2009, foi eleito o MVP da Liga Mundial daquele ano, tornando-se o único líbero da história a ter conquistado essa posição. É o único jogador da história a disputar quatro finais olímpicas consecutivas entre 2004 e 2016, mas entre as mulheres a Soviética Inna Ryskal também tem este feito entre 1964 e 1976. Bicampeão nos Jogos Olímpicos de Atenas (2004) e Rio de Janeiro (2016), onde foi eleito o MVP (Jogador Mais Valioso) do torneio masculino.
Em sua biografia Degrau por degrau – a trajetória de Serginho, de Pirituba ao Olimpo, escrito por Daniel Bortoletto e lançado em 2017, é contado que um furúnculo na virilha que, além de dolorido, prejudicava seus movimentos, quase o tirou da final do Mundial de 2002, na Argentina. “Não dava tempo de levá-lo ao hospital. Se fôssemos fazer isso ele estaria fora da decisão. Então, resolvemos drenar o furúnculo a seco. Ele aguentou a dor e fizemos o procedimento”, afirmou Alvaro Chamecki, médico da seleção.

## Aposentadoria
Seu último clube foi o Vôlei Ribeirão e seu último jogo como profissional foi em 7 de março de 2020, na vitória por 3 sets a 2 sobre o Minas, em Belo Horizonte, pela Superliga Masculina. Como a competição acabou sem um vencedor e sem as continuidades das competições em virtude da Pandemia de COVID-19, Serginho anunciou a sua aposentadoria no dia 16 de maio de 2020.

## Características e estilo de jogo
Serginho é amplamente considerado o melhor líbero de todos os tempos, e aquele com mais prêmios do que qualquer outro de sua posição. Conhecido por sua excelente capacidade de recepção e peixinhos, as equipes geralmente tentavam evitar Serginho ao servir. Além de suas habilidades defensivas, ele também era capaz ser uma espécie de 'segundo levantador', se o levantador fosse forçado a fazer a primeira recepção. Isso se deveu, em grande parte, ao fato de Sergio ter desempenhado a posição de levantador enquanto cresceu e se tornou um levantador de equipes de clubes profissionais ao longo da carreira.[carece de fontes?]

## Principais títulos
- Campeão mundial em 2002 e 2006
- Campeão da Copa do Mundo em 2003
- Campeão da Liga Mundial em 2001, 2003 (Melhor Defesa e Melhor Recepção), 2004, 2005, 2006 e 2007 (Melhor Líbero), 2009 (Melhor Jogador)
- Medalha de Ouro nos Jogos Pan-Americanos de 2007
- Vice-Campeão da Liga Mundial em 2002 (Melhor Defesa)
- Medalha de Ouro nos Jogos Pan-Americanos de 2011
- Medalha de Ouro nos Jogos Olímpicos de Verão de 2004
- Medalha de Prata nos Jogos Olímpicos de Verão de 2008
- Medalha de Prata nos Jogos Olímpicos de Verão de 2012
- Medalha de Ouro nos Jogos Olímpicos de Verão de 2016
- Campeão da Taça Ouro de Voleibol Masculino de 2017

## Honrarias
- Hall da Fama do Voleibol — 2021[7]